# Карвиця (Поморське воєводство)
Карвиця (пол. Karwica, нім. Gerhardshöhe) — село в Польщі, у гміні Цевиці Лемборського повіту Поморського воєводства.
Населення — 108 осіб (2011).
У 1975-1998 роках село належало до Слупського воєводства.

## Демографія
Демографічна структура станом на 31 березня 2011 року:
|          | Загалом | Допрацездатний вік | Працездатний вік | Постпрацездатний вік |
| -------- | ------- | ------------------ | ---------------- | -------------------- |
| Чоловіки | 54      | 16                 | 38               | 0                    |
| Жінки    | 54      | 17                 | 33               | 4                    |
| Разом    | 108     | 33                 | 71               | 4                    |